# Ludisia discolor
Ludisia discolor is een orchideeënsoort. De plant wordt meer vanwege het blad gekweekt dan vanwege de bloemen. De bladeren hebben een fluwelig donkergroen bladoppervlak met goud- en zilverkleurige nerven. De plant komt uit China, waar ze langs rivieren groeit. De bloemstengels krijgen in de zomer witte bloemen.